# استالین (کتاب)
استالین (انگلیسی: Stalin: The First In-depth Biography Based on Explosive New Documents from Russia's Secret Archives) یک زندگی‌نامه از ژوزف استالین است که توسط ادوارد رادزینسکی تالیف شده است. ترجمه این کتاب که توسط آبتین گلکار انجام شده است در سی و سومین دوره کتاب سال جمهوری اسلامی ایران، به‌عنوان «کتاب سال ایران» برگزیده شد.